# Franchising internetowy
Franchising internetowy (Internetowa franczyza) – model współpracy biznesowej wykorzystywany w działalności ecommerce. Podobnie, jak w przypadku tradycyjnego franchisingu model ten zakłada pełne wsparcie ze strony franczyzodawcy dla franczyzobiorcy, na zasadzie ścisłej i ciągłej współpracy pomiędzy prawnie i finansowo odrębnymi podmiotami, tzn.:
- Dostarczenie produktów/usług do franczyzobiorcy.
- Możliwość wykorzystania marki franczyzodawcy przez franczyzobiorcę.
- Wsparcie i współpraca podmiotów w promocji produktów/usług[1].

## Różnice między franchisingiem tradycyjnym a internetowym
W odróżnieniu od tradycyjnego franchisingu, pojęcie internetowy franchising charakteryzuje się dodatkowo następującymi elementami:
- Franczyzodawca umożliwia franczyzobiorcy wsparcie własnej działalności marką sieciową bez konieczności rezygnacji z marki własnej.
- Franczyzodawca nie pobiera z tytułu franczyzy żadnych opłat licencyjnych od franczyzobiorcy – z faktu zaistnienia współpracy franczyzobiorca nie ponosi żadnych kosztów.
- Warunki współpracy opierają się na podziale zysków od sprzedaży.

W przypadku współpracy w tym modelu biznesowym, franczyzobiorca otrzymuje pełne wsparcie, know-how, możliwość posługiwania się główna marką, narzędzia do promocji własnego biznesu oraz produkty/usługi, które może oferować.
Internetowy franchising ma formę bardziej dobrowolną (stowarzyszeniową) niż forma tradycyjna, bowiem brak w nim opłat z tytułu współpracy. Nie ma w nim również obowiązku posiadania osobnej działalności gospodarczej – zakłada możliwość współpracy firmy – franczyzodawcy z franczyzobiorcą będącym osoba fizyczną, zatem ma charakter bardziej otwarty.

## Przebieg współpracy w ramach franchisingu internetowego
Zazwyczaj ten model współpracy realizowany jest w następującym schemacie:
1. Franczyzobiorca zgłasza chęć współpracy firmie – franczyzodawcy.
2. Franczyzobiorcy zostaje udostępniona możliwość korzystania z bazy produktowej/usługowej franczyzobiorcy.
3. Franczyzobiorca otrzymuje dostęp do narzędzi ułatwiających działalność oraz wsparcie techniczne i merytoryczne na etapie wdrażania rozwiązań i optymalnego wykorzystania dostępnych narzędzi.
4. Firma – Franczyzodawca zapewnia franczyzobiorcy szkolenia i know-how na temat zoptymalizowania jego działalności przez cały czas trwania współpracy.

Na każdym kroku franczyzobiorca otrzymuje niezbędna pomoc i wsparcie, nie ponosząc w zamian żadnych kosztów na rzecz firmy – franczyzodawcy.